# Vítor Vinha
Vítor Simões da Vinha est un footballeur portugais né le 11 novembre 1986 à Oliveira de Frades.

## Carrière
- 2004-2009 : Académica de Coimbra  Portugal

- 2008-2009 : Estrela da Amadora (prêt)  Portugal
- 2009-.... : Nea Salamina Famagouste  Chypre